# Ararat (village)
Pour les articles homonymes, voir Ararat.
Ararat (en arménien Արարատ ; jusqu'en 1935 Davalu) est une communauté rurale du marz d'Ararat en Arménie. En 2008, elle compte 7 750 habitants.

## Lieux et monuments
- Maison-musée Vazgen-Sargsian